# Władimir Pliginski
Władimir Grigorjewicz Pliginskij (ros. Владимир Григорьевич Плигинский, ur. 19 lipca/31 lipca 1884, zm. ?) – rosyjski entomolog. Zajmował się głównie chrząszczami i motylami, badał entomofaunę Półwyspu Krymskiego. Jego kolekcja częściowo znajdywała się w Muzeum Zoologicznym w Leningradzie, częściowo w Muzeum w Symferopolu.